# Liste der Biografien/Mif
Liste der Biografien |
Portal Biografien |
Personensuche
# |
A |
B |
C |
D |
E |
F |
G |
H |
I |
J |
K |
L |
M |
N |
O |
P |
Q |
R |
S |
T |
U |
V |
W |
X |
Y |
Z |
?
 
Ma |
Mb |
Mc |
Md |
Me |
Mf |
Mg |
Mh |
Mi |
Mj |
Mk |
Ml |
Mm |
Mn |
Mo |
Mp |
Mq |
Mr |
Ms |
Mt |
Mu |
Mv |
Mw |
Mx |
My |
Mz
 
Mia |
Mib |
Mic |
Mid |
Mie |
Mif |
Mig |
Mih–Mik |
Mil |
Mim |
Min |
Mio |
Mip |
Miq |
Mir |
Mis |
Mit |
Miu |
Miv |
Miw |
Mix |
Miy |
Miz
Die Liste der Biografien führt alle Personen auf, die in der deutschsprachigen Wikipedia einen Artikel haben. Dieses ist eine Teilliste mit 22 Einträgen von Personen, deren Namen mit den Buchstaben „Mif“ beginnt.

## Mif

### Miff
- Mifflin, Ramón (* 1947), peruanischer Fußballspieler
- Mifflin, Thomas (1744–1800), US-amerikanischer Politiker und Generalmajor im Unabhängigkeitskrieg

### Mifk
- Mifka, Ivana (* 1985), slowakische Volleyballspielerin und -trainerin

### Mifs
- Mifsud Bonniċi, Carmelo (* 1960), maltesischer Politiker
- Mifsud Bonniċi, Karmenu (1933–2022), maltesischer Politiker und ehemaliger Premierminister
- Mifsud Bonniċi, Ugo (* 1932), maltesischer Politiker, Präsident von Malta
- Mifsud Triganza, Jean Pierre (* 1981), maltesischer Fußballspieler
- Mifsud, Adrian (* 1974), maltesischer Fußballspieler
- Mifsud, Joseph (* 1960), maltesischer Politikwissenschaftler und Hochschullehrer
- Mifsud, Michael (* 1981), maltesischer Fußballspieler
- Mifsud, Paul (* 1947), maltesischer Snooker- und English-Billiards-Spieler
- Mifsud, Stéphane (* 1971), französischer Apnoetaucher
- Mifsud, Steve (* 1972), australischer Snookerspieler
- Mifsud, Ugo Pasquale (1889–1942), maltesischer Premierminister
- Mifsud, Veronique (* 2003), maltesische Fußballspielerin

### Mift
- Miftachutdynowa, Dina (* 1973), ukrainische Ruderin
- Miftah al-Usta Umar (1935–2010), libyscher Politiker, Staatsoberhaupt von Libyen
- Miftari, Mentor (* 1971), albanischer Fußballspieler
- Miftari, Shkëmb (* 1993), deutscher Fußballspieler

### Mifu
- Mifune, Kyūzō (1883–1965), japanischer Judoka
- Mifune, Masahiko (* 1969), japanischer Cyclocross- und Straßenradrennfahrer
- Mifune, Toshirō (1920–1997), japanischer SchauspielerToshirō Mifune (1920–1997)

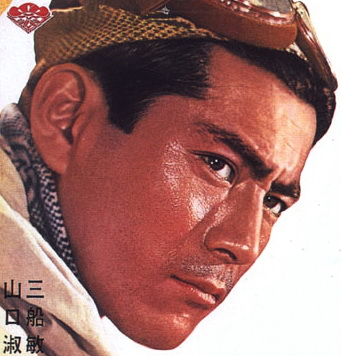
Toshirō Mifune (1920–1997)